# Bas van Balen
Sebastianus „Bas“ van Balen (* 17. November 1954 in Arnhem) ist ein niederländischer Ornithologe, Bioakustiker und Leiter von Vogelerkundungstouren, der vornehmlich in Indonesien arbeitet.

## Leben
1974 machte van Balen sein Abitur am Katholiek Gelders Lyceum in Arnhem. Im September desselben Jahres begann er ein Biologie-Studium an der Universität Utrecht. Die zwei Hauptfachrichtungen seines Studiums waren die allgemeine Botanik sowie die Landschaftsökologie und der Naturschutz, wofür er von 1979 bis 1981 in Bogor, Indonesien, verbrachte. 1982 erlangte er den Master of Science. 1984 reiste er erneut nach Indonesien, um Vorbereitungen für ein Langzeitforschungsprojekt zu treffen, das als Grundlage für seine Doktorarbeit dienen sollte.

## Forschungsarbeit
Von 1985 bis 1998 lebte van Balen in Indonesien, wo er Daten über Waldvögel sammelte. Von 1985 bis 1987 war er Gastdozent an der Landwirtschaftlichen Universität in Bogor mit vorübergehenden Versetzungen zur Indonesian Green Foundation (Yayasan Indonesia Hijau), an die Universitas Pakuan, an die School for Environmental Management und an die Universität Indonesia, wo er mit Soekarja Somadikarta zusammenarbeitete. Von 1989 bis 1997 leitete van Balen das Erhaltungszuchtprogramm für den Balistar (Leucopsar rothschildi) vom International Council of Bird Preservation (heute BirdLife International) im Nationalpark Bali Barat. Ferner war er Berater bei den Indonesien-Programmen des WWF, von Wetlands International, des Center for International Forestry Research, von PT Hatfindo und von der Wildlife Conservation Society.
1999 wurde er an der Universität Wageningen mit der Dissertation Birds on fragmented islands persistence in the forests of Java and Bali unter der Leitung von Cees M. Karssen zum Ph.D. promoviert.

## Schriften
Van Balen ist Co-Autor der Bücher The Importance of Segara Anakan for Nature Conservation: With Special Reference to Its Avifauna (1988, mit Paul Erftemeijer und Edi Djuharsa), Burung-burung di Sumatera, Jawa, Bali dan Kalimantan: termasuk Sabah, Sarawak dan Brunei Darussalam (1999, mit John MacKinnon und Karen Phillipps), Birds of Mimika: An introduction to the Lowland birds in the PT Freeport Indonesia Contract of Work Area, Mimika, Papua (2005, mit Ani Mardiastuti und Yahya Husin), Subalpine and Alpine Fauna of Mimika, Papua, Indonesia (2006, mit Darrell John Kitchener) und Birds of the Indonesian Archipelago: Greater Sundas and Wallacea (2016, mit James A. Eaton, Nick W. Brickle und Frank E. Rheindt). 2008 schrieb er das Familienkapitel über die Brillenvögel (Zosteropidae) im dreizehnten Band des Handbook of the Birds of the World. Daneben ist er Redakteur bei der indonesischen, englischsprachigen Vogelzeitschrift Kukila. Zu seinen wichtigsten Beiträgen zählt die Studie Biology, Taxonomy and Conservation Status of the Short-tailed Green Magpie Cissa [t.] thalassina from Java mit Frank E. Rheindt und James A. Eaton, in der 2011 der taxonomische Status der Kinabaluelster (Cissa jefferyi) revidiert wurde.